# Djarthia
Djarthia je vyhynulý rod vačnatce (Marsupialia), jehož jediným zástupcem je D. murgonensis Godthelp et al., 1999.
Popis rodu Djarthia spadá do roku 1999, přičemž fosilní nálezy pocházejí ze spodního eocénu z období před 54,6 miliony lety. Typovou lokalitou se stalo naleziště Tingamarra v Murgonu v jihovýchodním Queenslandu. Prvotní popis se zakládal výhradně na zubních pozůstatcích, následná studie z roku 2008 k nim však přidružila i některé zachovalé kosti lebky a postkraniálního skeletu, což umožnilo zpřesnění pozice zvířete na fylogenetickém stromu.
Djarthia spadá do korunové skupiny vačnatců, tj. do skupiny, jež zahrnuje posledního společného předka jejich všech žijících zástupců. Zatímco autoři původní studie nebyli pouze na základě zubní morfologie schopni určit, zda Djarthia spadá do bazální parafyletické linie Ameridelphia, anebo do odvozenější monofyletické linie Australidelphia, studie z roku 2008 již rod Djarthia pokládá za plesiomorfního zástupce australidelfií. Jeden z klíčových zjištěných znaků představuje mj. odvozená stavba kloubního spojení mezi hlezenní kostí (astragalus) a patní kostí (calcaneus).
Djarthia tak na základě těchto interpretací představuje nejstaršího známého zástupce linie Australidelphia a patří mezi první nesporné zástupce korunové skupiny vačnatců v australském i světovém fosilním záznamu. Roku 2012 došlo zároveň k publikování studie, jež popisovala izolovanou patní kost blíže neurčeného vačnatce z Tingamarry, jež by měla představovat evoluční mezičlánek mezi plesiomorfní stavbou patní kosti ameridelfií a odvozenou stavbou patní kosti australidelfií.